# تامارا بانك
هايدي تامارا بانك (بالألمانية: Haydée Tamara Bunke Bider) (19 نوفمبر 1937 – 31 أغسطس 1967) المشهورة بتانيا كانت أرجنتينية من اصول ألمانية ، ثورية شيوعية وجاسوسة لعبت دوراً في الحكومة الكوبية بعد الثورة ومع مختلف الحركات الثورية في أمريكا الاتينية انها كانت المرأة الوحيدة التي تقاتل مع المتمردين الماركسيين تحت قيادة تشي جيفارا خلال التمرد البوليفي (1966-1967) قتلت في كمين أعدته وكالة المخابرات المركزية الامريكية وبتنفيذ من القوات البوليفية.

## النشأة (1937–1952)
ولدت تامارا في بوينس ايرس في الارجنتين وهي ابنة لمناضل شيوعي ألماني يدعى ايريك بانك ، انضم والدها إلى الحزب الشيوعي الألماني عام 1928 لكنة هاجر مع والدتها إلى الارجنتين بعد وصول النازيين للحكم في ألمانيا ، وفور وصوله التحق مع زوجته بصفوف الحزب الشيوعي الأرجنتيني ، وقد نشأت تامارا على أجواء سياسية مشحونة حيث كان منزل العائلة في بوينس ايرس يكرس لعقد الاجتماعات السرية بين الماركسيين وإخفاء المنشورات واحياناً الأسلحة ، بانك كانت متفوقة في الدراسة ومولعة بالموسيقى الشعبية الاتينية ، في عام 1952 عادت أسرتها إلى ألمانيا واستقرت في الجزء الشرقي منها.

## سنوات الجامعة (1953–1959)
بانك بدأت بدراسة العلوم السياسية في جامعة هومبولدت في برلين الشرقية وسرعان ما التحقت بالحزب الشيوعي الألماني بالإضافة إلى ذلك انضمت إلى الاتحاد العالمي الديمقراطي الشبابي مما سمح لها بالمشاركة في المهرجانات الشبابية في فيينا , براغ، موسكو، هافانا كوبا ، وكان لها ولع شديد بامريكا الاتينية بالإضافة إلى قدراتها اللغوية حيث كانت تتحدث أربع لغات (الروسية والانجليزية والألمانية والإسبانية) فاصبحت مترجمة في الحزب الشيوعي الألماني وسرعان مابدأت تتعرف على الوفود الكوبية القادمة من كوبا بعد انتصار الثورة عام 1959.

## كوبا وتشي جيفارا (1960–1964)
في عام 1960 في سن 23 التقت بانك بالثوري الماركسي تشي جيفارا الذي كان في زيارة إلى مدينة لايبزيغ الألمانية الشرقية مع وفد كوبي سرعان ما الهمتها الثورة الكوبية واصبحت المترجمة شخصية لتشي جيفارا وسافرت إلى كوبا عام 1961 في البداية عملت في العمل التطوعي مثل التدريس ، وبناء المدارس والمنازل في المناطق الريفية وشاركت في حملة محو الامية كما عملت في وزارة التربية وفي المعهد الكوبي للصداقة مع الشعوب وتحاد المرأة الكوبية ، وفي نهاية المطاف اختيرت للتدريب من اجل المشاركة في الرحلة المشؤومة لحرب العصابات في بوليفيا ، كان هدف جيفارا من تلك الحملة هو اطلاق شرارة الثورة في البرازيل والباراغواي وبيرو وتشيلي وعلى نطاق امريكا الاتينية من اجل تحدي الامبريالية الامريكية ، وقد اختار جيفارا مدرب خاص لتمارا يدعى دارييل راميرز من اجل تعليمها فنون القتال واستخدام السكاكين ومختلف الاسلحة وكيفية إرسال واستقبال البرقيات المشفرة حتى تصبح جاسوسة محترفة ، وفي خلال هذة الفترة اتخذ تمارا اسماً حركياً لها وهو «تانيا» وتم تدريبها في كوبا ثم في براغ وقد اعجب الكوبيين بذكائها ومهارتها في التجسس حتى وصفها احدهم بانها «متمردة ، جميلة ، طيبة لكنها صعبة جداً» وهكذا ادركت الحكومة الكوبية ان هذة الصفات مناسبة جدا لعملها في بوليفيا.

## التمرد البوليفي (1964-1967)

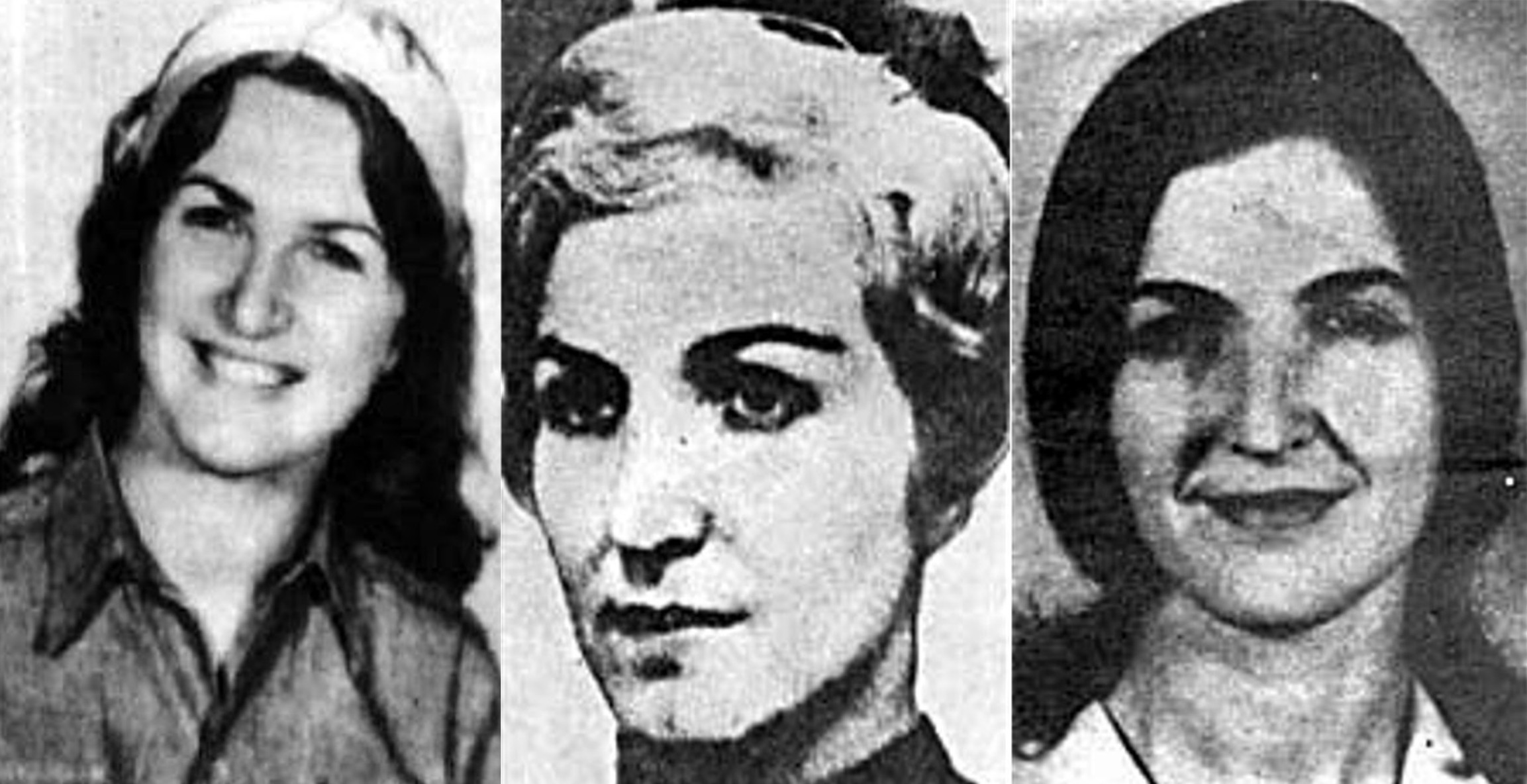
خلال عملها لدى الحكومة الكوبية تنكرت تمارا بمختلف الادوار شملت هذه الادوار التنكر بهيئة امرأة تشيكية وامرأة ايطالية مسافرة في اوروبا

في اكتوبر 1964 سافرت بانك إلى بوليفيا تحت اسم لورا باور وكانت مهمتها الأولى هي جمع المعلومات الاستخبارية عن النخبة السياسية في بوليفيا وقوام قواتها المسلحة ، وجدت بانك نفسها وهي تتسلل إلى المجتمع الراقي وتتعرف على العديد من الشخصيات المرموقة في الحكومة البوليفية لدرجة ان الرئيس البوليفي رينيه باريينتوس عشقها وحصلت من خلالة على الجنسية البوليفية وسافرت معة في عطلة إلى البيرو ، كانت المعلومات التي تقدمها بانك إلى الحكومة الكوبية لاتقدر بثمن وكانت ترسل البرقيات إلى كاسترو في كوبا عن طريق جهاز إرسال لاسلكي مدفون خلف جدار إحدى الغرف في شقتها ، وفي اواخر عام 1966 اكملت مهمتها بنجاح وامرها تشي بالعودة إلى كوبا لكن القوات البوليفية كانت قد قبضت على ناشط شيوعي ابلغهم عن مكان سيارة تامارا بانك فقاموا بحرقها وبذلك لم تستطيع تمارا العودة إلى كوبا واضطرت إلى الانضمام لحملة التمرد البوليفي التي اطلقها جيفارا ، لكن سرعان مانعزلت مجموعتها عن الثوار وضاعوا في ادغال بوليفيا ، وبعد أيام طويلة في الادغال اصيبت تامارا بالحمى بعد ذلك قرر جيفارا إرسال مجموعة من 16 مقاتل للبحث عن تمارا ومن معها.

## الوفاة
في 31 اب 1967 بينما كانت مجموعة تامارا تعبر مقاطعة غراندي ريو وقعوا في كمين نصبة لهم الجيش البوليفي وقتلوا جميعهم ، تامارا اصيبت برصاصتين واحدة بيدها والاخرى قاتلة برئتها وقد ترك الجنود البوليفيون الجثث في العراء حتى بدأت تتفسخ إلى ان دفنوهم في قبر جماعي مجهول ، عندما أعلن عن خبر وفاتها في الراديو رفض تشي جيفارا التصديق واعتقد انها اشاعات كاذبة يبثها الجيش البوليفي ، اما كاسترو فقد أعلن الحداد واطلق عليها لقب «بطلة الثورة الكوبية» ، تم اكتشاف رفات تامارا عام 1997 وتم تسفيرها إلى كوبا ودفنت في ضريح جيفارا في سانتا كلارا مع بقية المتمردين اللذين قتلوا اثناء حملة التمرد البوليفي.

## جاسوسة الكي جي بي والشتازي
منذ وفاتها انتشرت الاشاعات المتضاربة التي تقول انها كانت تعمل جاسوسة للمخابرات السوفيتية (كي جي بي) والمخابرات الألمانية (شتازي) كما تقول بعض الاشاعات انها كانت على علاقة غرامية مع تشي جيفارا رغم عدم وجود دليل يثبت ذلك ، وكانت والدتها قد نفيت عمل تمارا لصالح المخابرات السوفيتية كذلك بعد توحيد ألمانيا لم توجد وثائق توكد انها كانت تعمل لصالح المخابرات الالمانية.

## في الثقافة الشعبية
- خلال مشاركتها مع «جيش التحرير التكافلي» في عام 1974، قامت الثورية باني هيرست باستعارة اسم «تانيا» كـ رمز لها
- قبل توحيد ألمانيا كانت تامارا بطلة شعبية في ألمانيا الشرقية وقد تم تسمية أكثر من 200 نادي على اسمها بعد وفاتها
- في عام 2007 قام الروائي التشيلي سباستيان إدوارد بتأليف رواية عن تامارا بانك بعنوان «مقتل تشي»[2]